# Ummidia pygmaea
Ummidia pygmaea är en spindelart som först beskrevs av Chamberlin och Ivie 1945.  Ummidia pygmaea ingår i släktet Ummidia och familjen Ctenizidae. Inga underarter finns listade i Catalogue of Life.